# Majida Maayouf
Majida Maayouf Chajra (* 27. April 1989 in Brarha) ist eine marokkanisch-spanische Leichtathletin, die sich auf den Langstreckenlauf spezialisiert hat. Seit Oktober 2023 ist sie international für Spanien startberechtigt.

## Sportliche Laufbahn
Erste internationale Erfahrungen sammelte Majida Maayouf bei den Crosslauf-Weltmeisterschaften 2006 in Fukuoka, bei denen sie nach 22:21 min auf den 59. Platz im U20-Rennen gelangte. 2022 stellte sie mit 2:21:01 h einen neuen marokkanischen Landesrekord im Marathonlauf auf und bei den Crosslauf-Weltmeisterschaften 2024 in Belgrad wurde sie nach 34:36 min 36. im Einzelrennen für Spanien. Im August nahm sie im Marathon an den Olympischen Sommerspielen in Paris und lief dort nach 2:28:35 h auf dem 17. Platz ein. Im Dezember siegte sie in 33:34 min beim Cross Internacional de Amurrio und im Jahr darauf siegte sie in 35:07 min beim Cross Internacional Ciudad de Valladolid. Im April gewann sie bei den Straßenlauf-Europameisterschaften in Löwen in 2:27:41 h die Silbermedaille im Marathon hinter ihrer Landsfrau Fátima Ouhaddou Nafie und sicherte sich in der Teamwertung die Goldmedaille.

## Persönliche Bestzeiten
- 5000 Meter: 15:39,55 min, 18. Mai 2023 in Nerja
- 5-km-Straßenlauf: 15:24 min, 14. Mai 2023 in Santander
- 10-km-Straßenlauf: 33:09 min, 8. Mai 2022 in O Barco de Valdeorras
- Halbmarathon: 1:12:24 h, 25. März 2023 in Azpeitia
- Marathon: 2:21:01 h, 4. Dezember 2022 in Valencia (marokkanischer Rekord)